# Diane Atnally Conlin
Diane Atnally Conlin es una especialista estadounidense en estudios clásicos y en arqueología.

## Carrera profesional
Realizó sus estudios de Historia del Arte y Clásicas en la Universidad de Míchigan, donde se graduó en 1993. Sus especialidades son el arte y arqueología romanos, la escultura romana en relieve, el análisis de talla de mármol y la Roma imperial.
Investigadora de la historia del arte, Conlin es codirectora de las excavaciones que se realizan en la Villa de Majencio en la Via Apia. Es también miembro de la Academia Americana en Roma.
Además imparte cursos de investigación sobre arte y arqueología romanos y clases avanzadas sobre pintura italiana antigua, escultura romana, arquitectura romana, la Roma de Augusto y la topografía de Roma en la Universidad de Colorado en Boulder.

## Obra
Ha publicado varios libros sobre su especialidad:
- The Artists of the Ara Pacis: The Process of Hellenization in Roman Relief Sculpture, 1997.[5]

- Political Art in Flavian Rome, 2017, ensayo donde "explora las intersecciones y el simbolismo multivalente del estilo, la iconografía imperial y la literatura de la Edad de Plata durante el reinado de Domiciano".[4]

- Campus Martius. The Field of Mars in the Life of Ancient Rome, 2014, donde estudia los factores que contribuyeron a cambiar el aspecto del Campo de Marte a lo largo de los siglos.[6]

- City of Rome: 4. Julio-Claudian y 5. Flavian and Trajanic.[7]

- The Villa of Maxentius on the Via Appia: Report on the 2005 Excavations.[8]

## Logros
- Boulder Faculty Assembly Excellence in Teaching Award.[4]

- President's Teaching Scholar in 2008.[4]